# Putian
Putian (cinese: 莆田; pinyin: Pútián) è una città con status di prefettura della provincia di Fujian, in Cina.

## Geografia antropica

### Suddivisioni amministrative
La prefettura di Putian è a sua volta divisa in 3 distretti e 1 contea.
- Distretto di Hanjiang (涵江区)
- Distretto di Licheng (荔城区)
- Distretto di Xiuyu (秀屿区)
- Contea di Xianyou (仙游县)